# SC Hellas Magdeburg
Der SC Hellas Magdeburg e. V. ist ein traditionsreicher Schwimmverein aus Magdeburg.

## 1904 bis 1945
Die Gründung des Vereins Magdeburger Schwimmvereins Hellas 1904 (kurz: Hellas 1904) erfolgte am 3. August 1904 durch 19 Gründungsmitglieder, die vormals dem Schwimmclub von 1896 (kurz: MSC 96) angehört hatten. Gründungsmitglieder waren u. a. Walter Riemann, Waldemar Riemann, Kurt Behrens und der spätere World-Aquatics-Präsident Max Ritter. Noch im selben Jahr nahm sie den Wettkampfbetrieb auf. Bereits im Gründungsjahr wurden 40 Siege auf nationaler Ebene erzielt. Im Dezember 1904 folgten die ersten Spiele der Wasserballmannschaft. Erst 1905 konnte der Verein dem Deutschen Schwimm-Verband (DSV) beitreten, da der Vereinsvorstand des MSC 96 – vermeintlich aus Verärgerung – die Aufnahme von Vereins Hellas 1904 in dem Schwimmverband ein Jahr lang verhinderte. In der Folgezeit wurde der Verein zu einem der bedeutendsten Schwimmsportvereine Deutschlands. 1906 war Hellas mit 91 Siegen bereits der erfolgreichste Verein im Deutschen Schwimmverband. Die Vereinsmitglieder schufen aus dem Griesemannschen Gondelteich am Magdeburger Schöppensteg eine Sportanlage, das Hellas Freibad. Bei den Olympischen Spielen 1908 in London gewann Arno Bieberstein die Goldmedaille über 100 m Rücken und Kurt Behrens die Silbermedaille im Kunstspringen. Im Jahr 1909 zieht der Verein in das Hellas-Bad in Magdeburg. Mitglieder des Vereins hielten mehrfach Weltrekorde. 1910 schwimmt Gerhard Arnold über 200 m Rücken in 2:59,8 Weltrekord. 1912 stellt Kurt Bretting mit 1:02,4 einen neuen Weltrekord über 100 m Freistil auf. Bei den Olympischen Spielen 1912 in Stockholm gewinnt Kurt Behrens Bronze im Kunstspringen.
Von 1913 bis in die 1930er Jahre schwamm Erich Rademacher für Hellas. Er stellte insgesamt 30 Weltrekorde auf und errang insgesamt 998 Wettkampfsiege. Weitere bekannte Sportler des Vereins sind Joachim Rademacher, Max Amann, Emil Benecke, Gustav Frölich und Otto Cordes. Einer der Trainer war damals Rudolf Brewitz. Der Verein öffnete sich aber auch anderen Sportarten. 1925 erhielt die Tennissektion eigene Tennisplätze. Nachdem Deutschland an den Olympischen Spielen 1920 und 1924 nicht teilnehmen konnte, errang Hellas 1928 bei den Spielen in Amsterdam wieder Gold und Silber. Zwischen 1930 und 1942 war Hellas der erfolgreichste deutsche Schwimmverein und gewann insgesamt 30 deutsche Meisterschaften. 1943 erzielte Hellas den 5000. Sieg in einem offiziellen Wettkampf.

## 1945 bis 1990
Im Jahr 1945 durfte der SC Hellas am Wettkampfgeschehen in der sowjetischen Besatzungszone nicht mehr teilnehmen. Die Mitglieder mussten sich anderen Vereinen anschließen. Der Verein verlegte daraufhin seinen Sitz nach Braunschweig und arbeitete dort weiter.

## Seit 1991
Nach dem Ende der DDR kehrte Hellas 1991 nach Magdeburg zurück. Seit 1993 gibt es wieder eine Jugendabteilung. Im Jahr 2001 wurde die Abteilung Bowling gegründet. 2002 überschreitet die Mitgliederzahl wieder die 200. In Gedenken an die große Tradition des Vereins hat die Stadt Magdeburg eine Straße, den Hellasweg, nach ihm benannt.
Seit 2008 gibt es zu Ehren von Olympiasieger Arno Bieberstein eine Schwimmveranstaltung, den Arno-Bieberstein-Cup. Die Mitgliederzahl hat sich inzwischen auf 350 erhöht.
Mit Ulli Reinhardt hat Hellas einen erfolgreichen Mastersschwimmer, der allein 2013 dreimal Deutscher Meister und zweimal Vize-Europameister in der AK 65+ wurde.